# グレン・ウィリアムス
グレン・デビッド・ウィリアムス（Glenn David Williams, 1977年7月18日 - ）は、オーストラリア連邦ニューサウスウェールズ州出身の元プロ野球選手(三塁手)。

## 経歴
1993年8月17日にアトランタ・ブレーブスと契約。
2000年3月23日に放出され、3月26日にトロント・ブルージェイズと契約。
2004年はアテネオリンピックのオーストラリア代表に選出された。オフの10月15日にFAとなり、12月14日にミネソタ・ツインズと契約。
2005年6月7日のアリゾナ・ダイヤモンドバックス戦でメジャーデビュー。6回表に代打として出場し、メジャー初安打を記録した。10月11日にFAとなり、11月23日にツインズと再契約した。
2006年開幕前の3月に、この年から開催されたワールド・ベースボール・クラシック(WBC)のオーストラリア代表に選出された。
2007年10月29日にFAとなった。また、11月には、「日豪親善 野球日本代表最終強化試合」のオーストラリア代表に選出された。
2013年の第3回WBCではオーストラリア代表の打撃コーチを務めた。
2015年に2015 WBSC U-18ワールドカップのオーストラリア代表コーチを務めた。

## 選手としての特徴
荒さは残るが、体格を生かした長打力が武器。オーストラリア代表では4番を打つことが多かった。

## 詳細情報

### 年度別打撃成績
| 年 度    | 球 団    | 試 合 | 打 席 | 打 数 | 得 点 | 安 打 | 二 塁 打 | 三 塁 打 | 本 塁 打 | 塁 打 | 打 点 | 盗 塁 | 盗 塁 死 | 犠 打 | 犠 飛 | 四 球 | 敬 遠 | 死 球 | 三 振 | 併 殺 打 | 打 率 | 出 塁 率 | 長 打 率 | O P S |
| -------- | -------- | ----- | ----- | ----- | ----- | ----- | -------- | -------- | -------- | ----- | ----- | ----- | -------- | ----- | ----- | ----- | ----- | ----- | ----- | -------- | ----- | -------- | -------- | ----- |
| 2005     | MIN      | 13    | 43    | 40    | 3     | 17    | 1        | 0        | 0        | 18    | 3     | 1     | 2        | 1     | 0     | 2     | 0     | 0     | 7     | 0        | .425  | .452     | .450     | .902  |
| MLB：1年 | MLB：1年 | 13    | 43    | 40    | 3     | 17    | 1        | 0        | 0        | 18    | 3     | 1     | 2        | 1     | 0     | 2     | 0     | 0     | 7     | 0        | .425  | .452     | .450     | .902  |

### 背番号
- 16 (2005年)

### 代表歴
- 2004年アテネオリンピックの野球競技・オーストラリア代表
- 2006 ワールド・ベースボール・クラシック・オーストラリア代表

### 指導歴
- 2013 ワールド・ベースボール・クラシック・オーストラリア代表
- オーストラリア・カナダ・フレンドリー・シリーズ 2015 オーストラリア代表
- 2015 WBSC U-18ワールドカップ オーストラリア代表